# Johann Jakob Bausch
Johann Jakob Bausch (* 25. Juli 1830 in Groß-Süßen; Oberamt Geislingen, Württemberg; † 14. Februar 1926 in Rochester (New York)) war ein deutsch-amerikanischer Optiker.

## Leben
Als sechstes Kind eines Bäckers emigrierte er 1850 in die USA und zog arbeitsuchend über New York und Buffalo nach Rochester, wo er 1853 in der Reynolds Arcade sein Optikergeschäft J. J. Bausch, Optician eröffnete. Daraus entstand später Bausch & Lomb.